# غليكلازيد
غليكلازيد هو إحدى خافضات سكر الدم ويصنف من الجيل الأول والجيل الثاني لصنف السلفونيليوريا.
وهو إحدى الأدوية المدرجة على قائمة منظمة الصحة العالمية للأدوية الأساسية.
تنتجه سرفير تحت اسم تجاري هو Diamicron و Diamicron MR.

## روابط خارجية
- الموقع الرسمي لـ Diamicron MR
- مختبرات سرفير